# Скоч, Андрей Владимирович
Андре́й Влади́мирович Скоч (род. 30 января 1966, Московская область) — российский предприниматель, миллиардер, с 1999 года депутат Государственной думы Федерального собрания Российской Федерации III, IV, V, VI, VII и VIII созывов. Член фракции «Единая Россия», в Госдуме VIII созыва — член комитета по международным делам. Президент международного фонда «Поколение». В прошлом предприниматель: до 1999 года Андрей Скоч являлся совладельцем компании «Интерфин». На 12 апреля 2023 года семья Скоча владеет 30 % в холдинге USM, как и в 2011—2016 годы.
Состояние семьи Андрея Скоча в 2021 году оценивается в 8,8 миллиардов долларов США. Занимает 21-е место в российском списке журнала Forbes.
6 апреля 2018 года включён в санкционный список США в числе 17 чиновников и 7 бизнесменов из России. В 2022 году из-за нарушения территориальной целостности Украины во время российско-украинской войны находится под персональными санкциями США, всех стран Европейского союза, Канады, Японии и Британии.
В 2016 году был опубликован список членов парламента, чьи имена фигурировали в «Панамских документах», среди них был и Скоч.

## Биография
Родился 30 января 1966 года в посёлке Никольское Московской области. Служил в Советской армии в 1984 году. По данным СМИ, служил в составе разведывательно-десантной роты.
В 1998 году окончил психологический факультет Московского государственного открытого педагогического университета имени Шолохова.
В конце 1980-х занялся бизнесом, открыв пекарню с Львом Кветным. После этого торговал компьютерными комплектующими и владел сбытовыми компаниями, продававшими топливо. Скоч и Кветной организовали полный цикл от закупки сырья до продажи топлива на собственной сети АЗС.
В 1999 году был избран в Госдуму РФ, представляя Белгородскую область, набрав 54 % голосов.
Кандидат педагогических наук, в 2000 году защитил кандидатскую диссертацию на тему «Благотворительность в России как средство социальной защиты детства». 26 сентября 2013 года «Диссернет» провёл анализ диссертации А. В. Скоча. Заимствования были обнаружены на 68 из 206 страниц работы (33 %). Сам Скоч ситуацию никак не прокомментировал. Его научный руководитель Ирина Клемантович, из чьей работы делались заимствования, подтвердила, что Скоч действительно обращался к её монографии, но трудился самостоятельно. Forbes отмечал, что в тексте диссертации депутата приводились ссылки на работу Клемантович.
Занимал пост заместителя генерального директора ООО «Кузнецов и партнёры».

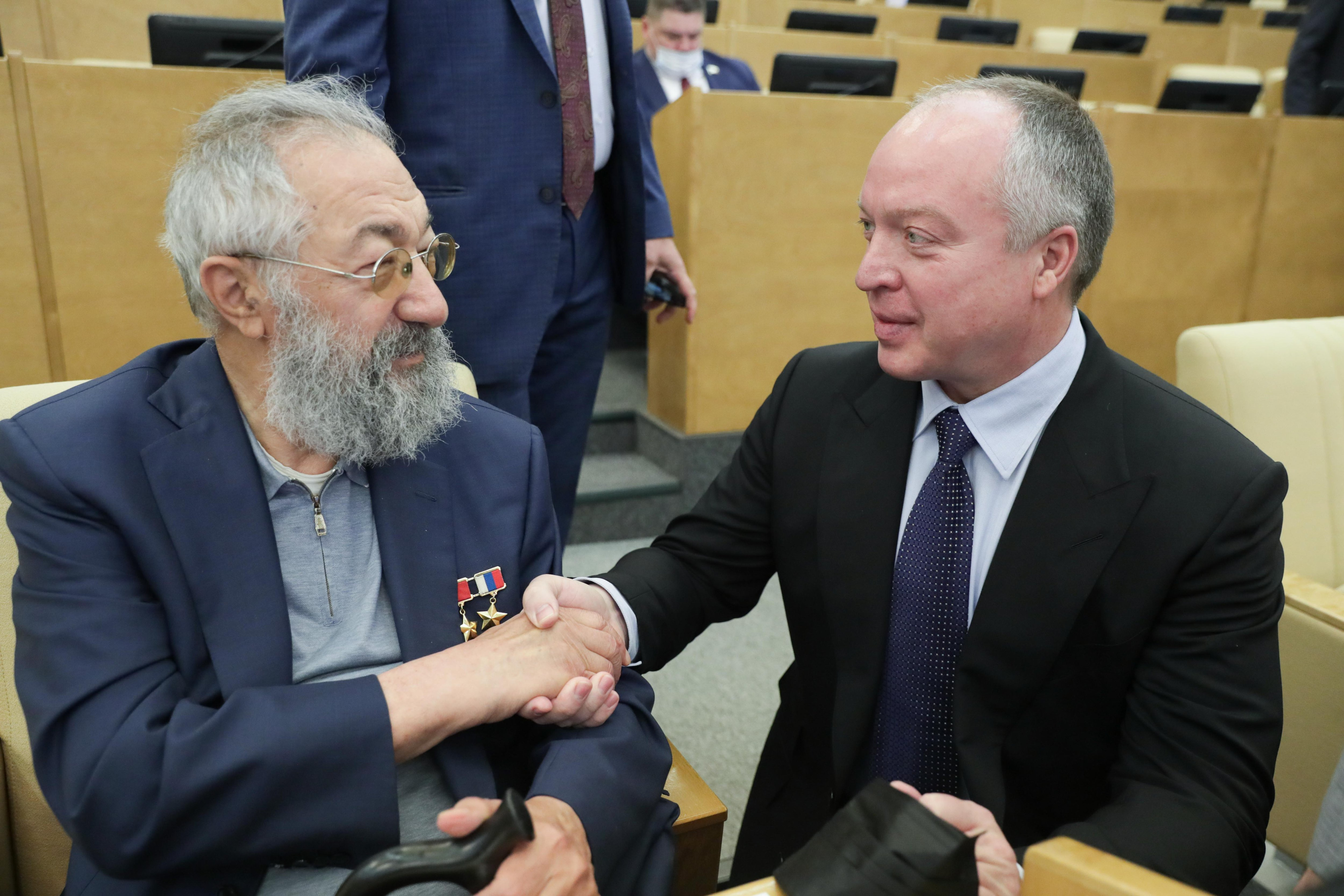
Артур Чилингаров и Андрей Скоч на заседании Государственной Думы, 2021 год

В 1995 году вошел в капитал[прояснить] и стал заместителем генерального директора инвестиционной компании «Интерфин». В 1999 году стал заместителем генерального директора АО «Лебединский горно-обогатительный комбинат».
В московском клубе «Самбо-70», созданном Давидом Рудманом профессионально занимался борьбой. Заслуженный тренер России по самбо и дзюдо. Мастер спорта.

## Законотворческая деятельность
В 1999 году стал депутатом Государственной Думы третьего созыва по Новооскольскому одномандатному избирательному округу Белгородской области. В 2000 году стал председателем Экспертного совета по металлургии и горнорудной промышленности.
В декабре 2003 года избран депутатом Госдумы IV созыва. В декабре 2007 года был избран депутатом Государственной Думы пятого созыва в составе списка кандидатов политической партии «Единая Россия». С 2012 года входил в межфракционную депутатскую группу по защите христианских ценностей.
В декабре 2011 года избран депутатом Государственной Думы VI созыва. В сентябре 2016 года избран депутатом Госдумы VII созыва. Выступил соавтором 163 законодательных инициатив и поправок к проектам федеральных законов.
Среди инициатив, разработанных при его участии: поправки в законодательство, ограничивающие доступ к информации в интернете о жестоком обращении с животными (до этого такие сведения блокировались после решения суда); коррективы в закон «Об образовании» о выплатах учителям за подготовку учеников к государственным экзаменам и о праве граждан с ограниченными возможностями на бесплатное дополнительное образование; поправки в федеральный закон о покупке жизненно важных лекарств; законопроект, обязывающий чиновников декларировать свои доходы.
В 2021 году был избран депутатом Государственной думы РФ VIII созыва от «Единой России» по Старооскольскому одномандатному избирательному округу № 76 (Белгородская обл.). Набрал 63,9 % голосов
На 2022 год являлся автором около двухсот законодательных инициатив и поправок к принимаемым или уже действующим законам.
По итогам 2022 года вошел в топ-130 наиболее результативных парламентариев по ряду параметров, в том числе, по индексам народного голосования[прояснить], активности в области законотворческой деятельности и оценкам эффективности работы со стороны экспертов. В рейтинге «Коэффициент полезности» Скоч занял 128 строчку из 450.

## Общественная деятельность
В 1996 году основал благотворительный фонд «Поколение» (изначально организация называлась «Здоровое поколение» и её помощь получали дети с заболеваниями сердца. Со временем фонд был переименован в «Поколение»). Организация занимается вопросами здравоохранения, поддержкой образовательных учреждений, спортивных и религиозных организаций, пенсионеров, ветеранов, проектов по увековечению исторической памяти.
В 2000 году создал независимую литературную премию «Дебют», которая просуществовала до 2016 года.
В 2002 году по инициативе Андрея Скоча было создано военно-патриотическое объединение «Поколение». В 2007 году на территории 11 муниципальных образований работало 12 военно-патриотических клубов.
В 2005 году Скоч создал в Белгородской области Международный молодёжный семинар «Новое поколение». На 2022 год семинар проводился 33 раза.
В 2011 году в Старом Осколе по инициативе Андрея Скоча открылся офтальмологический центр «Поколение». В 2011 году телепублицист Андрей Караулов снял документальный «Всё остаётся людям» фильм о работе возглавляемого Скочем гуманитарного фонда «Поколение».
В этом же году журнал Forbes поставил Андрея Скоча на четвёртое место в рейтинге главных меценатов России. Общая сумма его пожертвований в 2012-м году составила $40,2 млн, в 2011 году — $32,6 млн..

## Санкции
В апреле 2018 года включён в санкционный список США в числе семи российских бизнесменов по подозрению о вмешательстве России в американские выборы президента в 2016 году.
Из-за нарушения территориальной целостности и независимости Украины во время российско-украинской войны находится под санкциями разных стран.
23 февраля 2022 года включён в санкционный список Евросоюза, так как он «поддерживал и проводил действия и политику, которые подрывают территориальную целостность, суверенитет и независимость Украины, которые еще больше дестабилизируют Украину».
24 февраля 2022 года включён в канадский санкционный список «близких соратников режима» за голосование о признании независимости «так называемых республик в Донецке и Луганске».
24 марта 2022 года, на фоне вторжения России на Украину, включён в санкционный список США за «соучастие в войне Путина» и «поддержку усилий Кремля по вторжению в Украину», Госдеп США заявил что депутаты Госдумы используют свои полномочия для преследования инакомыслящих и политических оппонентов, нарушают свободу информации, ограничивают права человека и основные свободы граждан России. 8 августа 2022 года, за нарушение санкционных ограничений от 2018 года, федеральный суд в США выдал ордер на арест самолета Airbus A319-100, стоимостью $90 млн, принадлежащий Андрею Скочу через ряд подставных компаний. На момент издания судебного решения самолет находился в Казахстане.
По аналогичным основаниям, с 25 февраля 2022 года находится под санкциями Швейцарии. С 26 февраля 2022 года находится под санкциями Австралии. С 15 марта 2022 года находится под санкциями Великобритании. С 18 марта 2022 года находится под санкциями Японии. Указом президента Украины Владимира Зеленского с 7 сентября 2022 года находится под санкциями Украины. С 12 октября 2022 года находится под санкциями Новой Зеландии.
12 апреля 2023 года включён в санкции США и санкции Великобритании, в рамках санкций против компаний Алишера Усманова, так как он «имел финансовую долю в холдинге USM». В санкции также были включён его отец Владимир Скоч и дочь Варвара Скоч.

## Награды
- Медаль ордена «За заслуги перед Отечеством» II степени (14 ноября 1998) — за заслуги в области социальной реабилитации инвалидов, защиты их прав и интересов[63].
- Медаль ордена «За заслуги перед Отечеством» I степени (13 февраля 2003) — за достигнутые трудовые успехи и многолетнюю добросовестную работу[64].
- Благодарность Президента Российской Федерации (21 октября 2009) — за плодотворную законотворческую и общественную деятельность[65].
- Орден Почёта (13 декабря 2010) — за большой вклад в увековечение памяти о русских и советских воинах, погибших на территории Китайской Народной Республики, и активную благотворительную деятельность[66].
- Орден Почёта (Южная Осетия, 29 мая 2011) — за большой вклад в дело развития и укрепления отношений дружбы и сотрудничества между народами, активную благотворительную деятельность и оказанную народу Республики Южная Осетия поддержку в строительстве социально значимых объектов[67]
- Знак «Самарский крест» от Полномочного посла Республики Болгария в России 31 мая 2013 — за восстановление памятника русскому царю Александру II.
- Орден Александра Невского (2016)[68] — за восстановление памятников и мемориалов русским и советским воинам в Белгородской области, Китае и Венгрии.
- Почётная грамота правительства Российской Федерации (2019)[69] — за большой вклад в развитие российского парламентаризма и активную законотворческую деятельность по итогам работы за 2019 год.
- Орден «За заслуги перед Отечеством» III степени (6 ноября 2024) — за большой вклад в укрепление парламентаризма, активную законотворческую деятельность и многолетнюю добросовестную работу[70].

## Семья
Отец десятерых детей, в числе которых четверняшки (род. декабрь 1994): Никита, Софья, Александра, Юлия.
Гражданской женой Скоча, по данным Forbes, является мать его четверых детей Елена Лихач.
Отец — Владимир Никитович Скоч (родился 5 июля 1933 года в Кобылье Украинской ССР). Несколько десятков лет проработал на машиностроительном заводе «Салют». Награждён орденом Трудового Красного Знамени и медалью «Ветеран труда». После избрания депутатом Госдумы Андрей Скоч передал ему свою долю в «Интерфине». По данным Forbes, помимо 30 % в USM Владимиру Скочу также принадлежит доля в аэропорту Внуково.
У Владимира Скоча есть дочь Варвара Андреевна Скоч, родившаяся 19 мая 2022 года в Москве. До конца 2020 года все активы семьи Скоч принадлежали отцу Андрея Владимиру (родной дед самой Варвары). В декабре 2020 года владелицей 15% USM Holdings стала Варвара Скоч. Благодаря чему, в августе 2024 года включена Forbes Россия  в рейтинг «20 богатейших женщин России», где заняла третье место с $2,2 млрд. С апреля 2023 года Варвара Скоч находится под санкциями США.
В 2021 году он стал дедушкой.

## Состояние
| Показатель         | 2011 | 2012 | 2013 | 2014 | 2015 | 2016 | 2017 | 2018 | 2019 | 2020 | 2021 | 2022 | 2023 |
| Состояние ($ млрд) | 3,9  | 4,2  | 7,9  | 8,2  | 5,7  | 5,3  | 6,9  | 4,9  | 5,2  | 6,3  | 8,8  | 4,7  | 7,9  |
| Место (в России)   | 29   | 28   | 19   | 18   | 18   | 18   | 17   | 23   | 22   | 19   | 21   | 26   | 20   |

Владеет яхтой «Madame Gu» стоимостью 100 фунтов стерлингов. Он нанял британскую PR-фирму Finsbury, чтобы она занялась веб-сайтом SuperYachtFan, который сообщил о его владении этой яхтой .

## Инциденты
В 2012 году The Guardian сообщила, что Андрея Скоча подозревают в связях с Солнцевской ОПГ.
В декабре 2018 года Андрей Скоч судился с шестью СМИ и несколькими гражданами, требуя от них опровержения информации о своей причастности к делу о перестрелке на Рочдельской улице. Ранее в апреле 2018 года гособвинитель Борис Локтионов заявлял, что депутат не имел какого-либо статуса по делу. В 2019 году суд в полном объёме удовлетворил иск Скоча.